# Vilhelm Buchaus
Vilhelm Fredric Buchaus, född 29 september 2001 i Sigtuna, är en svensk låtskrivare och sångare.

## Biografi
Buchaus deltog i Lilla Melodifestivalen 2013 med låten För alltid och en dag. Han är sedan 2013 medlem i pojkbandet Skyscraper. Buchaus deltog med låten I'm Yours i Melodifestivalen 2025., men gick ej vidare från deltävling 5.

## Diskografi

### Singlar
- 2023 – First Cut.
- 2023 – Take Me To The Moon.
- 2023 – Nothing At All.
- 2023 – All In Vain.
- 2023 – Together.
- 2024 – Snow In The Summer.
- 2024 – Dying Light.
- 2024 – Break My Heart Again.
- 2024 – My Mistake.

## Låtar
- 2023 – Take Me To The Moon. Skriven tillsammans med Axel Ehnström.
- 2023 – Nothing At All. Skriven tillsammans med  Chris Collins, Elias Edman och Noak Hellsing.
- 2023 – All In Vain. Skriven tillsammans med Chris Collins och Jacob Werner.
- 2023 – Together. Skriven tillsammans med Isac Halldin.
- 2024 – Snow In The Summer. Skriven tillsammans med  Amanda Kongshaug och Jacob Werner.
- 2024 – Dying Light. Skriven tillsammans med  Amanda Kongshaug och Jacob Werner.
- 2024 – Break My Heart Again. Skriven tillsammans med  Amanda Kongshaug och Jacob Werner.
- 2024 – My Mistake.  Skriven tillsammans med  Amanda Kongshaug och Jacob Werner.

## Melodifestivalen
- 2025 – I'm Yours. Skriven tillsammans med Elias Edman, Jonatan Lahti och Simon Alexander Ward.[2]